# Emshi Tepe
Emshi Tepe o Emchi Tepe es un sitio arqueológico de Afganistán, situado a 5 km al noroeste de Šibarġan en la carretera a Aqchah. Se encuentra a solo 500 m de la célebre necrópolis de Tillia Tepe, cerca de las estribaciones del Hindu Kush. En el yacimiento se han hallado un palacio, una ciudadela y las murallas. Estuvo ocupado desde la época grecobactriana a la kushán.